# 圣彼得广场 (曼彻斯特)

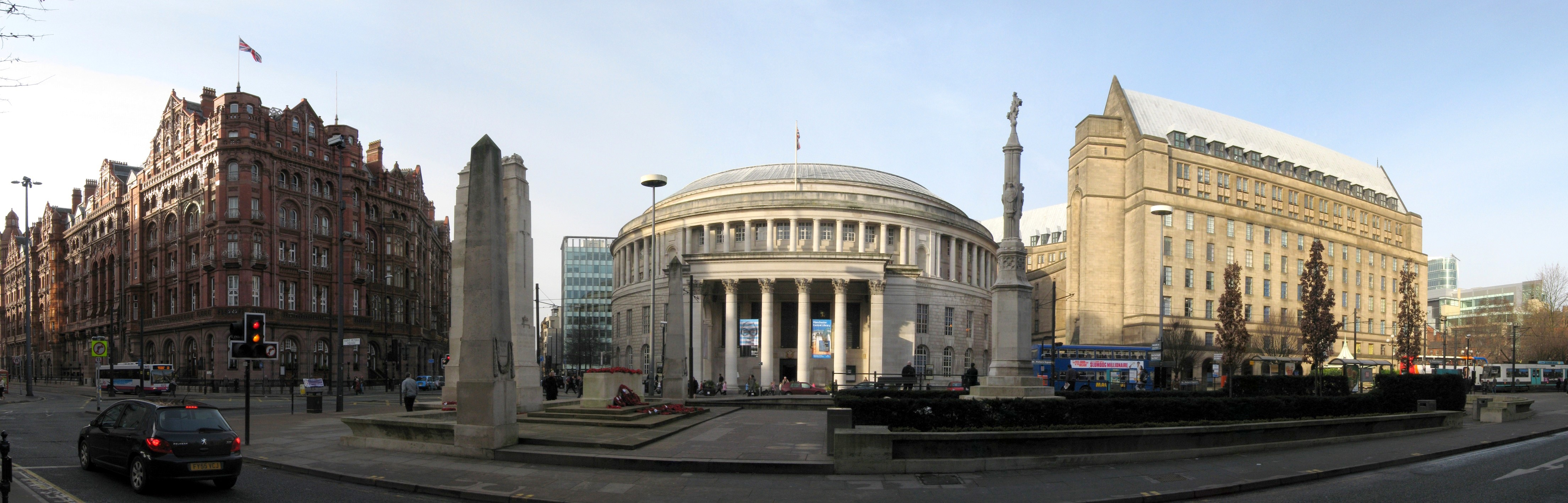
圣彼得广场全景：从左向右：米德兰酒店,曼彻斯特中央图书馆和市政厅扩建，前景为纪念碑和十字架

圣彼得广场（英語：St Peter's Square）是英国曼彻斯特市中心的一个广场，北到公主街，南到彼得街，西面是曼彻斯特中央图书馆、米德兰酒店和曼彻斯特市政厅扩建，广场上有曼彻斯特纪念碑和（目前关闭重建）曼彻斯特轻铁圣彼得广场站及和平花园。
该广场目前正在进行一个有争议的重建项目，包括在广场南侧建造一个高层办公楼，圣彼得广场一号。在市政厅扩建的对面，原奧迪安電影院旧址，计划再兴建两座高层办公楼（圣彼得广场二号）。

## 历史

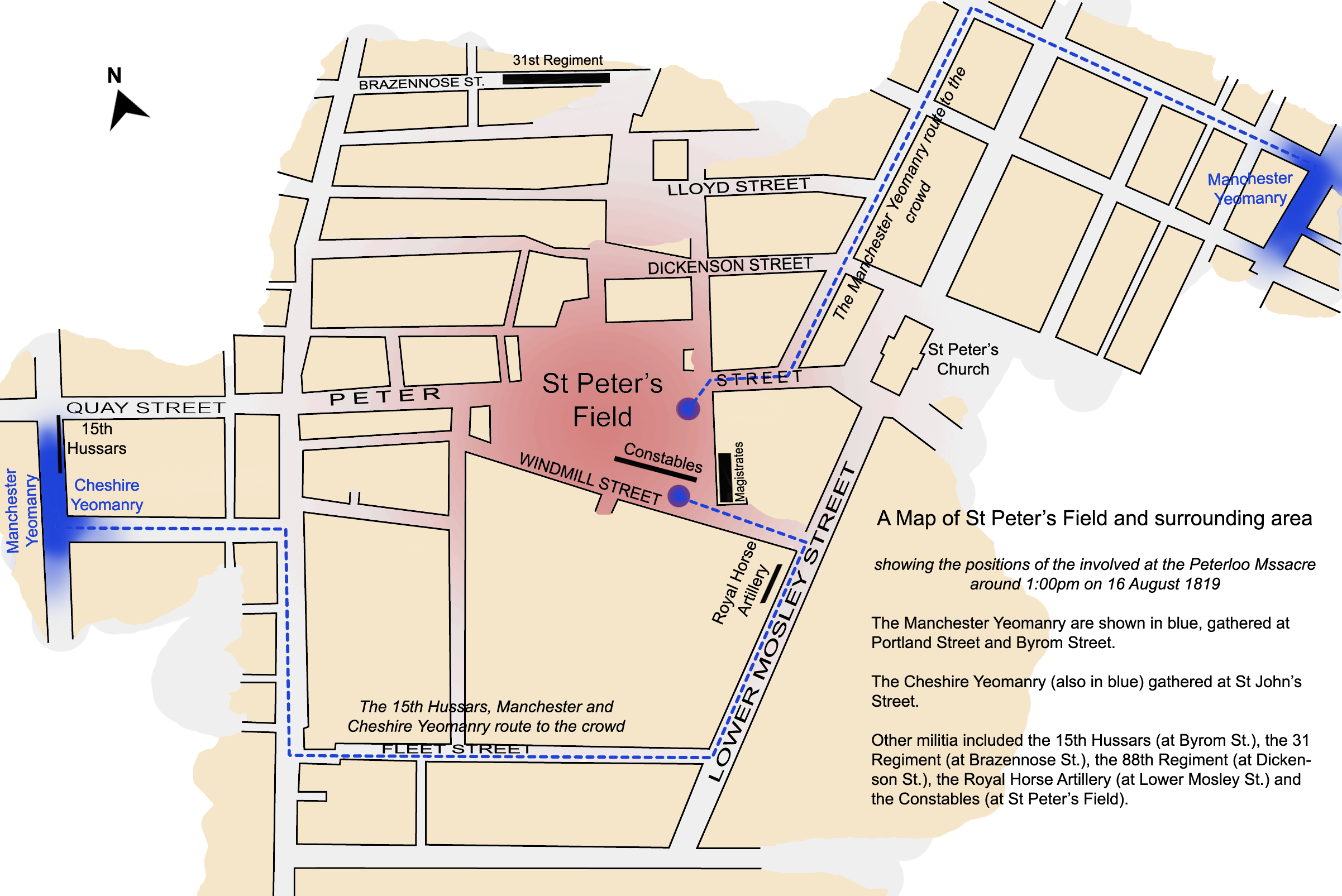
1819年8月16日圣彼得广场及周边地区的地图

圣彼得广场周围地区是1819年彼得卢屠杀的发生地点。圣彼得广场和南面的彼得街的名称都源自于建于1788-94年的新古典主义风格的圣彼得教堂，已经在1907年拆除，1908年建造了石头十字架，1924年在原处建造曼彻斯特纪念碑。该广场是每年举行纪念日仪式的地点。
20世纪30年代，在广场上兴建了曼彻斯特中央图书馆和市政厅扩建。在20世纪70年代，计划在圣彼得广场建造地下车站，服务于圣彼得广场和邻近的阿尔伯特广场。 1992年轻铁开通，在圣彼得广场设站。

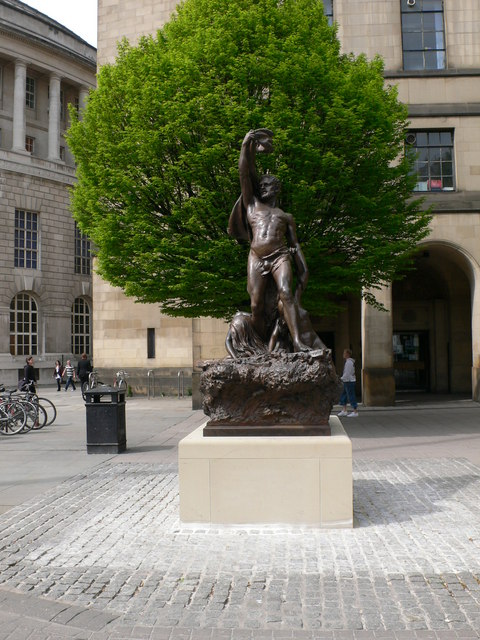
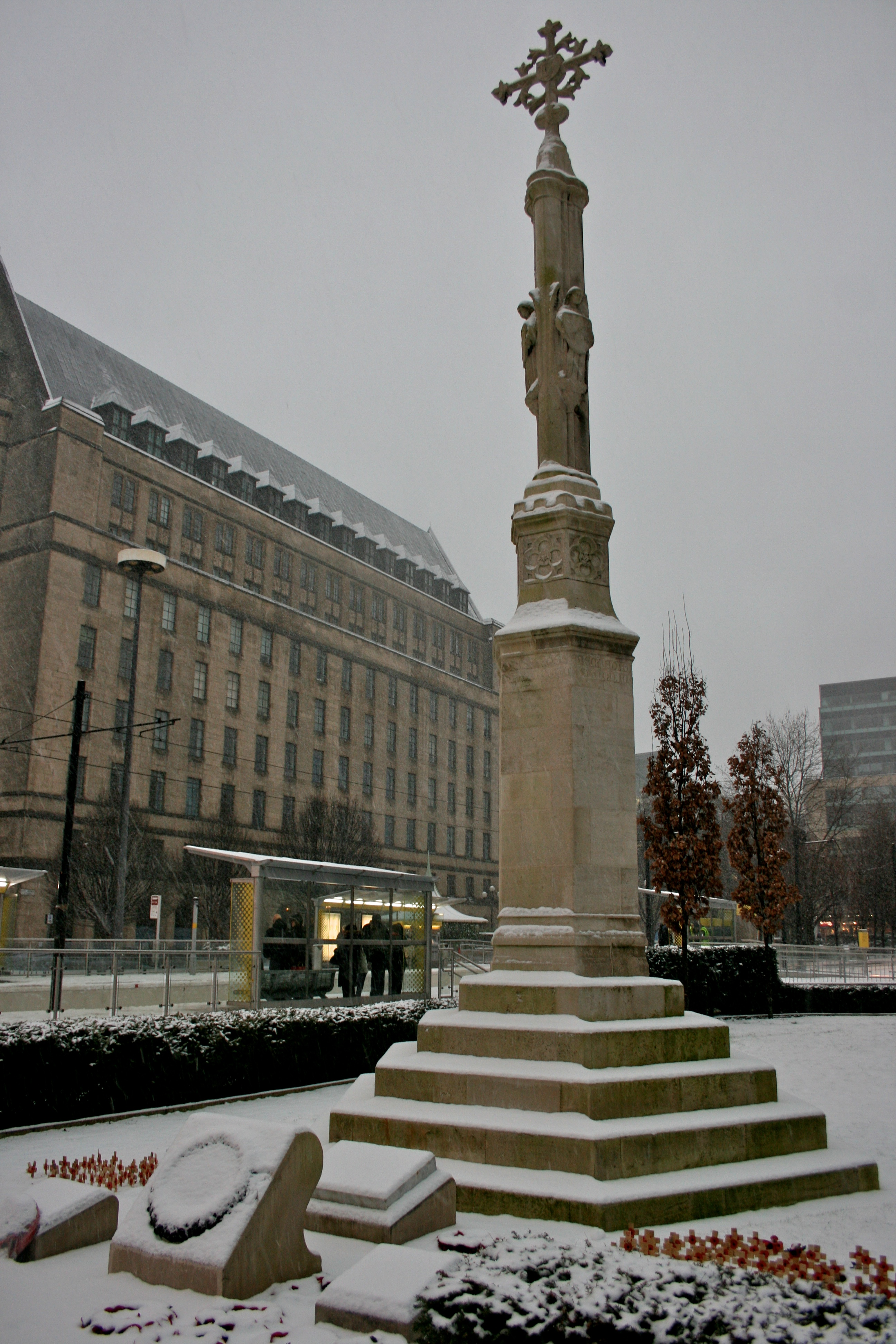
十字架
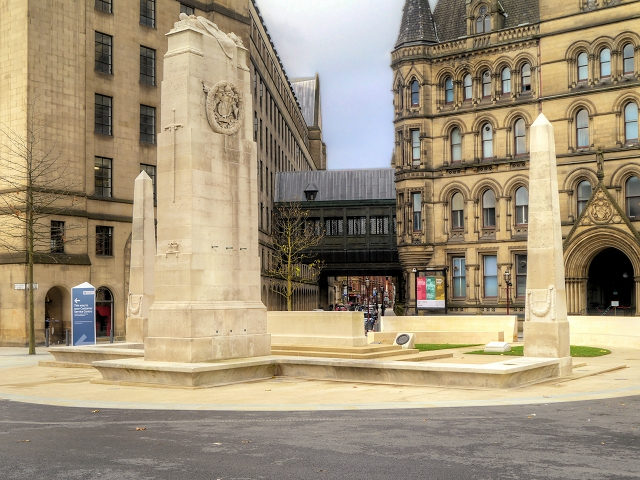
曼彻斯特纪念碑